# Penny Peyser
Penny Peyser (* 9. Februar 1951 in Irvington, New York) ist eine US-amerikanische Schauspielerin, Produzentin und Regisseurin.

## Leben
Peyser wuchs in Boston auf und besuchte dort bis 1973 das Emerson College. Ihr Vater, der Politiker Peter A. Peyser, war Ende der 1970er und Anfang der 1980er Jahre Kongressabgeordneter im Repräsentantenhaus der Vereinigten Staaten.
Bekannt wurde Penny Peyser Mitte der 1980er Jahre durch die Darstellung der Cindy Fox in der US-amerikanischen Fernsehserie Die Fälle des Harry Fox sowie weiteren Hauptrollen in Serien wie Unter der Sonne Kaliforniens, die „Tony Randall Show“ sowie in Reich und Arm. In der Kurzserie Die Blauen und die Grauen spielte Peyser 1982 die Rolle der Emma Geyser Bedell. Darüber hinaus ist sie in zahlreiche Gastrollen in bekannten Fernsehserien wie Barnaby Jones, Der unglaubliche Hulk, Knight Rider, Das A-Team, Ein Colt für alle Fälle, MacGyver, NAM – Dienst in Vietnam, Zurück in die Vergangenheit, L.A. Law – Staranwälte, Tricks, Prozesse oder Eine himmlische Familie zu sehen. 
Neben ihrer Arbeit für das Fernsehen wirkte sie in den Filmen Die Unbestechlichen, als Braut an der Seite von Peter Falk und Alan Arkin in Zwei in Teufels Küche und in Ein Rabbi im Wilden Westen mit. In der von ihr Co-produzierten Dokumentation Trying to Get Good: The Jazz Odyssey of Jack Sheldon führt sie unter anderen Interviews mit Clint Eastwood, Billy Crystal, Merv Griffin, Johnny Mandel, Dom DeLuise, Terry Gibbs, Chris Botti, Dave Frishberg und Tierney Sutton. Die Dokumentation – für die sie auch das Drehbuch schrieb und bei der sie Regie führte – porträtiert die Trompeter-Legende Jack Sheldon und zeigt neue Aufnahmen des Jazz-Musikers.
Peyser ist mit dem bekannten konservativen Radiomoderator Doug McIntyre verheiratet. Aus ihrer früheren Ehe mit dem Schauspieler James Carroll Jordan hat sie einen Sohn.

## Filmografie (Auswahl)
- 1976: Die Unbestechlichen (All the President’s Men)
- 1979: Zwei in Teufels Küche (The In-Laws)
- 1979: Ein Rabbi im Wilden Westen (The Frisco Kid)
- 1984–1986: Die Fälle des Harry Fox (Crazy Like a Fox, Fernsehserie, 35 Folgen)
- 2009: Raising the Bar (Fernsehserie, 1 Folge)
- 2012–2014: The Mentalist (Fernsehserie, 3 Folgen)